# سیارک ۱۲۳۰۶
سیارک ۱۲۳۰۶ (به انگلیسی: 12306 Pebronstein، نامگذاری:1991TM14) دوازده هزار و سیصد و ششمین سیارک کشف شده‌است که در ۷ اکتبر ۱۹۹۱ کشف شد.
قدر مطلق سیارک برابر ۲۲.۴ است.